# Kluddtjärnen (Degerfors socken, Västerbotten, 716660-167211)
Kluddtjärnen är en sjö i Vindelns kommun i Västerbotten och ingår i Umeälvens huvudavrinningsområde.